# Seduction of the Innocent
Seduction of the Innocent (Verleiding der onschuldigen) is een Amerikaans boek uit 1954, geschreven door de Amerikaanse psychiater Fredric Wertham. Het boek is een betoog dat stelt dat strips een negatieve invloed hebben op de jeugd.
Wertham schreef al eerder in 1948 een artikel over de mogelijke negatieve invloed van strips op de jeugd.

## Inhoud
In dit boek haalt Wertham grafische voorbeelden aan op welke manier de toenmalige Amerikaanse strips seks, misdaad en drugs afbeeldden.

## Invloed
In dit boek ijvert Wertham voor een censuurcommissie voor strips. De Amerikaanse Senaat leek dit, onder andere dankzij dit boek, een goed idee te vinden, waardoor de Amerikaanse stripindustrie zelf de Comics Code bedacht. Het conservatieve gedachtegoed van Wertham en de gevolgen voor de Amerikaanse stripindustrie was niet uniek.
Vergelijkbare opinies hadden reeds in andere landen zoals Frankrijk, autoriteiten geïnspireerd om voorheen al strengere regels op te leggen aan strips.
In Frankrijk bestond al sinds 1949 de Commission de surveillance et de contrôle des publications destinées à l'enfance et à l'adolescence (Nederlands: Franse censuurcommissie), opgericht naar aanleiding van de "Loi du 16 juillet 1949 sur les publications destinées à la jeunesse" (Nederlands: "De wet van 16 juli 1949 betreffende jeugdpublicaties"), in eerste instantie bedoeld om de naoorlogse instroom van Amerikaanse comics in te dammen. De Franse censuurcommissie was verantwoordelijk om buitenlandse strips een ISBN nummer toe te kennen en dus ook de uitgevers het recht om strips te publiceren in Frankrijk. Het grootste deel van de afzetmarkt van de Franstalige Belgische strips was toen Frankrijk, waardoor de censuur bladen zoals Spirou/Robbedoes en Tintin/Kuifje trof. Belgische uitgevers zoals Dupuis beseften dat de Franse censuur streng was en beoordeelde daarom het werk van zijn tekenaars van Spirou/Robbedoes ook streng, waardoor er een extra censuur uitgeoefend werd. Opvallend genoeg werden Franse uitgevers en stripbladen met rust gelaten door de commissie. In Vlaanderen had de commissie amper invloed, omdat Vlaamse strips nauwelijks uitgegeven werden in Frankrijk. In verband met haar oorspronkelijke doelstelling heeft de commissie nog haar tanden laten in 1969 (nog na de Parijse studentenrevolte van mei 1968), toen het de publicatie van het Franse tijdschrift Fantask verbood, na slechts zeven nummers, dat vertaalde versies van Marvel Comics publiceerde.
Iets vergelijkbaars was er aan de hand in de toenmalige Bondsrepubliek Duitsland, waar er sinds 1954 de Bundesprüfstelle für jugendgefährdende Medien (Nederlands: Federaal Agentschap voor schadelijke jeugdmedia) bestaat, een overheidsorgaan belast met uitfilteren en verbieden van publicaties, inclusief strips, die zij "ongezond" achten voor Duitslands jeugd. Dit was een gevolg van een wet van 9 juni 1953, het "Gesetz über die Verbreitung jugendgefährdender Schriften" (Nederlands: Wet betreffende de verspreiding van geschriften schadelijk voor de jeugd"), die zelf het gevolg was van een provisie die reeds was opgenomen in Artikel 5 van de naoorlogse West-Duitse grondwet, het artikel dat de vrijheid van meningsuiting regelt. De reden hiervoor moet gezocht worden in de negatieve ervaringen die het land in haar recente geschiedenis had gehad met betrekking tot de Hitlerjugend (en dus niet in de publicatie van Werthams traktaat). In navolging van haar Amerikaanse tegenhanger heeft de Duitse stripwereld zelf in 1955 een instituut opgericht om zelfcensuur te plegen, de "Freiwillige Selbstkontrolle für Serienbilder" (Nederlands: Vrijwillige zelfcensuur voor strips").
Hoewel zowel de Franse als de Duitse overheidsinstanties behoorlijk aan invloed hebben ingeboet in de recente geschiedenis, zijn beiden nog steeds springlevend en is hun juridische rechtsgeldigheid onverminderd van kracht.
In het Verenigd Koninkrijk beïnvloedde dit boek ook de lobbygroep Comics Campaign Council die rond 1950 ontstond. Onder invloed van die lobbygroep werd in 1955 de wet Children and Young Persons (Harmful Publications) Act 1955 goedgekeurd door het parlement. Die wet verbood tijdschriften en boeken met verhalen met prenten die aansporen tot illegale handelingen, prenten met geweld of wreedheid en prenten met weerzinwekkende en walgelijke gebeurtenissen. De eerste vervolging vanwege deze wet volgde pas in 1970.